# Тимонов, Василий Николаевич
Васи́лий Никола́евич Ти́монов (Ти́манов) (19 мая 1919, д. Ольгинская, Алтайская губерния — 7 марта 1974, Карасук, Новосибирская область) — старший лейтенант, участник Великой Отечественной войны, Герой Советского Союза.

## Биография
Родился в крестьянской семье в селе на границе Алтая, Сибири и Казахстана. После окончания 7 классов неполной средней школы работал в местном колхозе. В 1939 Карасукским райвоенкоматом Василий Тимонов был призван в Красную Армию. Здесь получил специальность радиотелеграфиста.
После начала Великой Отечественной войны продолжал служить в частях Сибирского военного округа. С января 1942 часть направлена на фронт в действующую армию. Молодой солдат считался одним из лучших радистов в 118-м артиллерийском полку 69-й стрелковой дивизии, был отмечен боевыми медалями.
Свой геройский подвиг Василий Николаевич Тимонов совершил в ходе битвы за Днепр.
После ранения в бою, за который был представлен к званию Героя Советского Союза, лечился в госпиталях, после выписки в 1944 году был направлен в Томск, где прошёл офицерскую подготовку в качестве артиллериста. В 1945 успешно окончил Второе Томское артиллерийское училище. После обучения медицинской комиссией был признан негодным к дальнейшей военной службе в связи с ухудшением состояния здоровья после боевых ранений. В октябре 1945 года старший лейтенант В. Н. Тимонов был уволен в запас.
После войны вернулся в родную деревню. Вскоре получил ответственную руководящую работу, стал инструктором Карасукского райкома КПСС. В 1954 году окончил Высшую партийную школу в Новосибирске. Работал секретарём парторганизации Кулундинской МТС в Алтайском крае, затем начальником Карасукской автошколы ДОСААФ. В последние свои годы жил и в 1974 году умер в городе Карасук Новосибирской области.
Похоронен с почестями в городе Карасук.
Русский. Член ВКП(б) с 1942 года.

## Подвиг
В ходе боёв битвы за Днепр (Украина), в ночь на 15 октября 1943 года лейтенант Бутылкин, старший сержант Тимонов и ефрейтор Колодий с передовым отрядом преодолели реку Днепр в районе посёлка Радуль (ныне — Репкинский район Черниговской области) с задачей корректировать артиллерийский огонь. На правом берегу, несмотря на ранение, Василий Тимонов быстро установил связь с левым берегом и приступил к боевой работе. При поддержке артиллерии, чей огонь корректировал Тимонов, передовым отрядом красноармейцев было отбито несколько контратак противника. Когда позиции корректировщиков были обнаружены, связисты сами отбили несколько атак, уничтожив большое количество гитлеровцев. В критическую минуту, когда гитлеровцы подошли вплотную к позициям корректировщиков, Тимонов вызвал огонь артиллерии на себя.
За этот бой лейтенант Бутылкин Виктор Васильевич, старший сержант Тимонов Василий Николаевич и ефрейтор Колодий Иван Михайлович были представлены к высоким правительственным наградам, им присвоено звание Героев Советского Союза.
Указом Президиума Верховного Совета СССР от 30 октября 1943 года за образцовое выполнение боевых заданий командования на фронте борьбы с немецко-фашистскими захватчиками и проявленные при этом мужество и героизм старшему сержанту Тимонову Василию Николаевичу присвоено звание Героя Советского Союза.с вручением ордена Ленина и медали «Золотая Звезда» (№ 2840).

## Награды
- медаль «Золотая Звезда» Героя Советского Союза;
- орден Ленина;
- две медали «За отвагу».

## Память
- В городе Карасук Новосибирской области одна из улиц этого райцентра переименована в улицу Тимонова (недоступная ссылка).
- Имя В. Н. Тимонова, в числе других 8-ми земляков, представлено на памятной стеле в центре города Карасук.
- Имя В. Н. Тимонова представлено на памятной стеле новосибирцев-героев в центре города Новосибирск.
- Имя В. Н. Тимонова представлено на Памятной стеле томичей — Героев Советского Союза в Мемориальном комплексе Лагерного сада (Томск).
- Имя Героя Советского Союза Василия Тимонова присвоено одной из средних школ города Карасук.